# 尼普頓 (加利福尼亞州)
尼普頓（英語：Nipton）是位於美國加利福尼亞州聖貝納迪諾縣的一個非建制地區。該地的面積和人口皆未知。

## 地理
尼普頓的座標為35°28′00″N 115°16′20″W / 35.46667°N 115.27222°W，而該地的平均海拔高度為924米（即3031英尺）。